# Flor Fischer
Florent "Flor" Fischer (Schoten, 6 maart 1936 – Antwerpen, 27 december 1998) was een Antwerpse priester, die een aantal progressieve initiatieven nam waardoor hij bekendheid verwierf. 

## Loopbaan
Al tijdens zijn priesterstudies werd bij Fischer de ziekte van Bechterew vastgesteld. Hij werd op 26 juni 1966 priester gewijd voor het bisdom Antwerpen.
In 1970 stond hij samen met de Vlaamse jezuïet Hugo Ongena aan de wieg van de volkshogeschool Elcker-ik. Aanvankelijk was dat een soort commune of gemeenschap die wilde informeren, actievoeren en vormen. Zij waren gevestigd in het Puttenhof in Schilde, een home voor priesters op rust, tot de bisschop Jules Daem hen na enkele maanden sommeerde te vertrekken.  Zo verhuisde het centrum naar Antwerpen.  Daar werd ook de Vlaamse groep Christenen voor het Socialisme opgericht.  Nog in dat kader richtte hij mee het Daens Aktiefonds, een verwijzing naar priester Adolf Daens. Hiermee probeerde hij, buiten de zuilen om een progressieve frontvorming tot stand te brengen, met enerzijds de zogenaamde klein-linkse groepen en anderzijds uit de traditionele partijen onder anderen ook linkse flaminganten als Nelly Maes en progressieve socialisten als Norbert De Batselier.   
In 1985 richtte Fischer de vzw Home-Info op. Met een voedseldienst (Keukens zonder Grenzen), verkoop van tweedehandskleding en een wooncentrale zet deze vereniging zich in voor kansarmen, vooral ouderen. 
Een van zijn laatste initiatieven was de vzw Recht op Waardig Sterven, in verband met euthanasie. Hij overleed eind 1998 op 62-jarige leeftijd in het Sint-Augustinusziekenhuis in Antwerpen.

## Bron
- Liane Bruylans, Flor Fischer: biografie, 1999, Antwerpen, De Sutter, 79 blz.